# Marcellin Guyet-Desfontaines
Pour les articles homonymes, voir Guyet et Desfontaines.
Marcellin Guyet-Desfontaines est un homme politique français né le 27 avril 1797 à Paris et mort le 22 avril 1857 à Paris.
Notaire à Paris, il se retire en Vendée. Il est député de la Vendée de 1834 à 1848, siégeant dans l'opposition de gauche. Il est réputé pour son souci du respect du règlement de la Chambre.

## Sources
- « Marcellin Guyet-Desfontaines », dans Adolphe Robert et Gaston Cougny, Dictionnaire des parlementaires français, Edgar Bourloton, 1889-1891 [détail de l’édition]